# Dom Pod Aniołami
Dom Pod Aniołami, dom Pod Geniuszami – kaliski zabytek wpisany do rejestru zabytków pod pozycją 129/A z 10.07.1968 r. Wybudowany między 1833 a 1836 w stylu empire (cesarstwa).
Budynek był częścią zabudowań Wilhelma Eiselina, które zapisano w hipotece nr 509. Charakterystycznymi zdobieniami występującymi na budynku są płaskorzeźby aniołów. Od końca XIX wieku zabudowania należały do rodziny Weigtów. W trzeciej dekadzie XX w. dom Pod Aniołami zakupiła rodzina Żmidzińskich.
W 2011 zawiązało się stowarzyszenie Dom pod Aniołami - Kaliskie Stowarzyszenie Byłych Mieszkańców oraz Sympatyków Zabytku, które za cel swojej działalności obrało sobie "wszechstronne działanie na rzecz poznawania historii zabytkowej kamienicy".